# Centro de Estudos do Mar
O Centro de Estudos do Mar da Universidade Federal do Paraná (CEM/UFPR) é um câmpus avançado de ensino, pesquisa e extensão, localizado nos balneários de Pontal do Sul e Mirassol, município de Pontal do Paraná. Foi fundado em 13 de março de 1982, como Centro de Biologia Marinha. Em 1992, recebeu a denominação atual, a partir da ampliação das áreas de atuação.
Abriga hoje, além das atividades de pesquisa, cinco cursos de graduação: Bacharelado em Oceanografia, Engenharia de Aquicultura, Engenharia Civil, Engenharia Ambiental e Sanitária e Licenciatura em Ciências Exatas, além da Pós-Graduação em Sistemas Costeiros e Oceânicos (PGSISCO).

## Histórico institucional
As origens do Centro de Estudos do Mar remontam ao princípio da década de 1980, quando, graças aos esforços de acadêmicos como Metry Bacila, Milton Miró Vernalha e do então reitor Ocyron Cunha, a Universidade Federal do Paraná se mobilizou para a construção de um centro de pesquisas, então denominado "Centro de Biologia Marinha", no balneário de Pontal do Sul, à época parte do município de Paranaguá.
O Centro esteve no início subordinado ao Setor de Ciências Biológicas da UFPR, vinculado também ao Programa Setorial de Recursos do Mar do Ministério da Marinha e integrado ainda ao nascente Projeto Antártico Brasileiro.
Com a expansão de suas atividades, ainda no final da década de 1980, o Centro foi desligado do Setor, respondendo diretamente à Reitoria da Universidade. Em 1992, passou a se chamar "Centro de Estudos do Mar", refletindo aquelas mudanças, graças aos esforços de acadêmicos como Paulo da Cunha Lana e Gilberto Vilela. Mais tarde, em 1999, com a criação do curso de graduação em Oceanografia, foi subordinado ao Setor de Ciências da Terra, situação que se mantém até hoje.

## Estrutura física
O CEM ocupa um terreno à beira-mar, na extremidade sul da Baía de Paranaguá, adjacente a uma área protegida de mangue.
As instalações se resumem a um prédio central (com biblioteca, laboratórios e anfiteatro), cercado por dois blocos didáticos e um bloco administrativo (que inclui um restaurante universitário). Há ainda um outro bloco misto, com salas de aula e laboratórios, onde costumavam ficar alojamentos, ora desativados. O Centro conta também com um galpão, onde ficam suas embarcações, de médio e pequeno porte, às margens da gamboa Perequê, que dá acesso à baía supramencionada.
A construção de um novo edifício no mesmo terreno está sendo planejada e deve ser concluída nos próximos anos.
Uma segunda unidade, no balneário de Mirassol (próximo a Praia de Leste) foi construída e ocupada em julho de 2014. Concentra laboratórios e salas de aula a serem usadas pelos cursos de Aquicultura e Ciências Exatas.

## Pesquisa
A pesquisa desenvolvida hoje no CEM engloba as diversas áreas das ciências do mar. De acordo com o Regimento, seus espaços de atuação prioritários são as "áreas costeiras e estuarinas" e "áreas da plataforma continental e oceânicas". Uma vez que o Centro se localiza na extremidade inferior do Complexo Estuarino de Paranaguá, essa tem sido sua principal área de trabalho.
Seus laboratórios são chefiados por professores e pesquisadores que se dedicam a investigações científicas nas seguintes especialidades:
| - Biogeoquímica marinha - Geoquímica orgânica - Oceanografia geológica - Processos costeiros e estuarinos - Oceanografia costeira e geoprocessamento - Interação oceano-atmosfera - Socioambiental - Núcleo de estudos em sistemas pesqueiros e áreas marinhas protegidas | - Aves marinhas - Bentos - Ecologia de peixes - Mamíferos e tartarugas marinhas - Fitoplâncton - Ictiologia - Cultivo de cefalópodes e ecologia experimental - Microbiologia - Micropaleontologia - Modelagem ecológica - Moluscos marinhos - Praias arenosas - Piscicultura marinha - Zooplâncton |

Para além do trabalho individual dos laboratórios, a atividade de pesquisa acontece também por meio de parceiras e grupos de pesquisa, cooperação com outros departamentos da universidade e também com instituições externas, nacionais e estrangeiras.

## Ensino
Embora tenha sido concebido como centro de pesquisa, desde o início o CEM tem se dedicado também a cursos e atividades de ensino. Hoje, isso acontece através de cursos de graduação e pós-graduação, além de eventos esporádicos para a comunidade externa.
O ingresso, nos cursos de graduação se dá por meio do Vestibular regular da UFPR, exceto por uma fatia de 30% das vagas, reservadas para o SiSU. A pós-graduação conta com processo seletivo próprio, com periodicidade anual para mestrado e doutorado e ocasional para pós-doutorado.

### Bacharelado em Oceanografia
Primeiro curso de graduação do CEM, quinto da área no Brasil (à época, apenas FURG, UERJ, UNIVALI e UNIMONTE contavam com a especialidade), o bacharelado foi criado inicialmente com o nome de "Ciências do Mar", mas teve sua denominação alterada antes mesmo que a primeira turma se formasse.
Com 40 vagas, funciona em regime integral e integralização recomendada em quatro anos e meio.
É reconhecido pelo MEC e classificado pelo Guia de Profissões da Editora Abril com 4 estrelas, ao lado de UERJ e USP.

### Engenharia em Aquicultura
Criado em 2009, como graduação tecnológica em Aquicultura, funcionava também em regime integral e com duração prevista de três anos. Financiado inicialmente com recursos do Reuni, funciona desde agosto de 2014 na sede do balneário Mirassol, também no município de Pontal do Paraná. Abre 30 vagas por ano e, a partir de 2015, está reestruturado como curso de Engenharia, com duração prevista de cinco anos, no turno matutino.

### Engenharia Civil
Vespertino, abriu suas 50 primeiras vagas no ano de 2015 e tem o currículo focado em obras costeiras.

### Engenharia Ambiental e Sanitária
Também vespertino, abriu suas 50 primeiras vagas em 2015, com um currículo voltado para a zona costeira.

### Licenciatura em Ciências Exatas
Com início das atividades no ano de 2014, o curso também oferece 50 vagas anuais e funciona no período noturno, no balneário Mirassol.

### Pós-Graduação em Sistemas Costeiros e Oceânicos (PGSISCO)
Funcionando desde 2006, em nível de mestrado e, a partir de 2011, também de doutorado (além de eventuais vagas de pós-doutorado), o PGSISCO abrange em suas quatro linhas de pesquisa as várias áreas de atuação do CEM: dinâmica oceânica e costeira; biogeoquímica e poluição marinha; biologia e ecologia de sistemas oceânicos e costeiros e manejo integrado da zona costeira.
O programa foi avaliado recentemente como Muito Bom (conceito 5) pela CAPES.

## Extensão
Vários projetos de extensão são desenvolvidos no CEM, buscando envolver a comunidade e ampliar a ação do Centro para além da academia. Entre eles, pode-se destacar os seguintes:
- Litoral Nota CEM, de educação ambiental junto a visitantes[27]
- Proamar, Projeto de reabilitação e estudo de aves, mamíferos e répteis associados a ambientes marinhos[28]
- GERO (Gestão de Recursos Orgânicos)[29]
- Maris, Empresa Júnior de Oceanografia[30]